# Comandante Cero
Ernesto Cardenal zufolge bezog sich die Bezeichnung Comandante Cero bei Aktionen der Sandinisten während der Diktatur Somozas in Nicaragua auf den jeweiligen Anführer der Gruppe. Es war üblich, dass alle Mitglieder für die Aktion Nummern erhielten, beginnend mit der Zählung beim die Aktion leitenden Guerillero als "Comandante Cero".
Der bekannteste Anführer unter dieser Bezeichnung war Edén Pastora Gómez, der auf Grund seiner zentralen Rolle bei der Besetzung des Nationalpalastes in der nicaraguanischen Revolution diese Bezeichnung auch als Beinamen erhielt.